# Errol Zimmerman
Errol Zimmerman (ur. 20 kwietnia 1986 w Bredzie) − holenderski kick-bokser wagi ciężkiej oraz zawodnik MMA pochodzący z Curaçao.

## Kariera w kick-boxingu
Urodził się w Curaçao w mieszanej antylskiej-surinamsko rodzinie. W młodości wyjechał do Holandii, gdzie podjął treningi kick-boxingu i boksu tajskiego. W 2005 roku został mistrzem Holandii w boksie tajskim w kategorii 85 kg. W tym samym roku rozpoczął starty w regionalnych turniejach w formule K-1. 
W lutym 2008 roku zadebiutował w prestiżowym cyklu K-1 WGP, gdy podczas gali eliminacyjnej K-1 World GP w Bukareszcie znokautował chorwackiego boksera Damira Tovarovicia. Dzięki temu awansował do rozegranego 26 kwietnia GP Europy w Amsterdamie. Zimmerman wygrał turniej, pokonując w finale przez decyzję Zabita Samiedowa. Tryumf ten dał mu kwalifikację do gali K-1 World Grand Prix 2008 Final 16 w Seulu, podczas której zmierzył się z Glaube Feitosą w walce o awans do Finału K-1 WGP. Zimmerman zwyciężył zdecydowanie na punkty (w pierwszej i drugiej rundzie Brazylijczyk był liczony). 
W rozegranym w grudniu w Jokohamie Finale WGP w walce ćwierćfinałowej pokonał Ewertona Teixeirę, odpadł jednak potem w półfinale, przegrawszy przez nokaut w trzeciej rundzie z Badrem Hari (w drugiej obaj - najpierw Hari, a potem Zimmerman - byli liczeni).
W 2009 roku ponownie awansował do turnieju o mistrzostwo K-1 (podczas Final 16 pokonał w walce rewanżowej Feitosę). Odpadł w ćwierćfinale, przegrywając z Remym Bonjaskym. 
3 kwietnia 2010 zmierzył się w Jokohamie z Semmym Schiltem o jego pas mistrza K-1 w wadze superciężkiej. Przegrał przez jednogłośną decyzję sędziów (27-30, 27-30, 28-30). Nie zdołał też po raz trzeci z rzędu awansować do Finału K-1 WGP, gdyż w  Final 16 został znokautowany przez Daniela Ghițę. Mimo to otrzymał szansę występu w walce rewanżowej przeciwko Teixeirze, którą przegrał przez jednogłośną decyzję.
Swoją pozycję czołowego kick-boxera świata w wadze ciężkiej odbudował w 2011 roku, gdy odniósł sześć zwycięstw z rzędu (w tym 5 przed czasem) i zwyciężył w 8-osobowym turnieju Sper Kombat Fight Club w Rumunii. W maju 2012 roku w Sztokholmie po raz drugi w karierze zmierzył się z Semmym Schiltem. Stawką było inaugurujące mistrzostwo Glory w wadze ciężkiej. Przegrał przez techniczny nokaut w 3. rundzie.
18 czerwca 2022 roku podczas gali KSW 71: Ziółkowski vs. Rajewski wygrał przez TKO w drugiej rundzie, nokdaunując czterokrotnie Marcina Różalskiego. Pojedynek odbył się na zasadach K-1 w małych rękawicach. 

## Kariera MMA
Pierwszą walkę w formule MMA stoczył 31 grudnia 2008 w Saitamie. Na gali K-1 Dynamite!! 2008 przegrał przez poddanie w pierwszej rundzie z bardziej doświadczonym Ikuhisą Minową.
Swoją drugą walkę w MMA stoczył niecałe piętnaście lat później. 22 kwietnia 2023 na XTB KSW 81: Bartosiński vs. Szczepaniak w Arenie Lodowej Tomaszów Mazowiecki, zmierzył się z Tomaszem Sararą. Zimmerman zwyciężył w drugiej rundzie przez techniczny nokaut, rozbijając ciosami rywala w parterze.
26 kwietnia 2025 podczas gali XTB KSW 105 w PreZero Arenie Gliwice, stoczył walkę z doświadczonym bokserem, Arturem Szpilką. Przegrał przez poddanie duszeniem trójkątnym rękoma w pierwszej rundzie.

## Osiągnięcia
- 2011: Super Kombat Fight Club − 1. miejsce
- 2008: K-1 World Grand Prix w Amsterdamie (GP Europy) − 1. miejsce
- 2005: Mistrz Holandii w boksie tajskim w kat. 85 kg

## Lista walk w MMA
| Wynik     | Bilans | Przeciwnik (bilans przed walką) | Rozstrzygnięcie                      | Runda | Czas | Rozgrywki                               | Data       | Miejsce             | Uwagi         |
| --------- | ------ | ------------------------------- | ------------------------------------ | ----- | ---- | --------------------------------------- | ---------- | ------------------- | ------------- |
| Przegrana | 1-2    | Artur Szpilka (3-1)             | Poddanie (duszenie trójkątne rękoma) | 1     | 1:49 | XTB KSW 105: Bartosiński vs. Grzebyk 2  | 26.04.2025 | Gliwice             |               |
| Wygrana   | 1-1    | Tomasz Sarara (1-1)             | TKO (ciosy pięściami w parterze)     | 2     | 3:53 | XTB KSW 81: Bartosiński vs. Szczepaniak | 22.04.2023 | Tomaszów Mazowiecki | Co-Main Event |
| Przegrana | 0-1    | Ikuhisa Minowa (40-29-8)        | Poddanie (toe hold)                  | 1     | 1:01 | K-1 Dynamite!! 2008                     | 31.12.2008 | Saitama             |               |